# Markus Poom
Pour l’article homonyme, voir Mart Poom.
Markus Poom, né le 27 février 1999 à Derby en Angleterre, est un footballeur international estonien . Il évolue au poste de milieu de terrain avec le Shamrock Rovers.

## Carrière
Markus Poom est le fils de Mart Poom gardien de l'équipe nationale estonienne. Il nait à Derby en Angleterre alors que son père joue pour le club local, le Derby County Football Club.

### En club
Avec le club du Flora Tallinn, il inscrit quatre buts dans le championnat d'Estonie lors de la saison 2018. Cette même saison, il participe aux tours préliminaires de la Ligue des champions et de la Ligue Europa, inscrivant un but.

### En sélection
Avec les moins de 17 ans, il inscrit un but contre Bosnie-Herzégovine, lors des éliminatoires du championnat d'Europe des moins de 17 ans 2016. Il officie également à plusieurs reprises comme capitaine de cette sélection.
Par la suite, avec les moins de 19 ans, il participe aux éliminatoires du championnat d'Europe des moins de 19 ans 2018, en officiant de nouveau comme capitaine.
Avec les espoirs, il marque un but contre la Slovaquie en septembre 2017, à l'occasion des éliminatoires de l'Euro espoirs 2019.
Il joue son premier match avec l'équipe d'Estonie le 11 janvier 2019, contre la Finlande, où il joue 45 minutes (victoire 1-2).

## Palmarès
- Champion d'Estonie en 2017 avec le Flora Tallinn
- Finaliste de la Coupe d'Estonie en 2018 avec le Flora Tallinn
- Finaliste de la Supercoupe d'Estonie en 2017 et 2018 avec le Flora Tallinn